# Peter Allam
Peter Frank Allam (* 26. Juli 1959 in Christchurch) ist ein ehemaliger britischer Segler.

## Erfolge
Peter Allam nahm an den Olympischen Spielen 1984 in Los Angeles und 1992 in Barcelona in der Bootsklasse Flying Dutchman teil. Gemeinsam mit Jonathan Richards belegte er 1984 den dritten Platz hinter den US-Amerikanern William Carl Buchan und Jonathan McKee sowie Evert Bastet und Terry McLaughlin aus Kanada, womit er sich die Bronzemedaille sicherte. 1982 hatten Allam und Richards bei den Weltmeisterschaften den fünften Platz erreicht. 1992 kam Allam mit Adrian Stead in der olympischen Regatta nicht über den 15. Platz hinaus.